# داستان ابراهیم‌اف
داستان ابراهیم‌اف (زادهٔ ۲۳ ژانویهٔ ۱۹۹۷) بازیکن فوتبال است.
از باشگاه‌هایی که در آن بازی کرده‌است می‌توان به باشگاه فوتبال پاختاکور تاشکند اشاره کرد.
وی همچنین در تیم ملی فوتبال ازبکستان بازی کرده‌است.